# Cyathula achyranthoides
Cucua hembra (Cyathula achyranthoides) es una planta de la familia Amaranthaceae, nativa del bosque húmedo de África tropical y Madagascar, introducida y ampliamente distribuida en la India, México, América Central y América del Sur.

## Descripción
Es una hierba o subarbusto de un metro de alto o menos, erecto, con raíces en los nódulos inferiores, entrenudos ramificados, 1 a 4 mm de grueso.
Sus hojas opuestas y decusadas, largas elípticas a estrechamente elípticas, disminuyen gradualmente en base y ápice, las laminas pequeñas disminuyen de forma abrupta y con frecuencia son rómbico ovaladas, son de 3 a 15 cm de largo y 1.5 mm de ancho. Tiene una espiga terminal o axilar, de 5 a 20 cm de largo y 5 a 10 mm de ancho, un pedúnculo de 0,5 de largo con delgados tricomas blanquecinos, a su vez brácteas abrazando los fascículos florales, delgadas translucidas y anchamente lanceoladas, mucronatas o aristadas, cada fascículo nace en un pedúnculo muy corto y flexo, estos tienen a quedarse cerrados adyacentes como en el fruto, usualmente con una flor fértil y una estéril; las espinas curvas exceden en periantio. La flor con porciones del periantio con una dimensión de 4 mm de largo y 1,5 mm de ancho, fuertemente nervado y esparcidamente puberulento con delgados filamentos blanquecinos. El utrículo es ovoide y operculado. Sus semillas son oblongas, re-uniformes a cocleado - orbiculares de color café brillante.

## Cultivo
Esta especie florece en cualquier época del año, pero frecuentemente de los meses de noviembre a mayo. Usualmente esta planta se encuentra en áreas perturbadas o en crecimiento secundario temprano, lugares abiertos como cerrados. Las plantas crecen en formaciones húmedas siempre verdes y también estaciones secas. En Colombia crece en zonas de suelo pantanoso como maleza de huertas, potreros, cafetales, cerca de la carretera, en peridomicilios, en trochas de bosque, al sol y a la sombra, a lado de las quebradas. Particularmente en el departamento de Nariño, municipio de Tumaco, Villarica, El Desagüe, río chagüi, vereda Palambí.

## Etnobotánica
Uso: Paludismo, fiebre, hígado, bazo.
Formas de uso: 
Para fiebres, hígado bazo: se toma un puñado (59 g) de la parte de arriba de la planta y se prepara el zumo, se toma en ayunas y 3 a 4 veces en el día, hasta obtener la curación.

Para paludismo, bajar fiebres: tomar en crudo un puñado de ramas con todo y flor se saca el zumo en un litro de agua para tomar como agua durante tres días, tiene efecto curativo en una hora.

Con matarratón (Gliricidia sepium): para cualquier tipo de fiebre, se toma crudo cinco cogollos de cunua y un puñado de hojas de matarratón en un litro de agua para tomar cada quince minutos, una toma un pocillo y medio, hasta obtener curación.
Baño de cucua con matarraton: los cogollos de cucua y un puñado de matarratón se machacan, se saca el zumo en medio recipiente. Se puede bañar en cualquier momento, hasta que cese la fiebre. Se puede bañar hasta tres veces al día.
Otros usos:
- Las hojas se usan para detener hemorragias.
- Las flores y hojas se usan para la mordedura de perro y dolor de cabeza en Ecuador.
- Las flores y hojas se usan para detener sangrados en Panamá.

## Taxonomía
Cyathula achyranthoides fue descrita por (Kunth) Moq.  y publicado en Prodromus Systematis Naturalis Regni Vegetabilis 13(2): 326–327. 1849.
Sinonimia
- Desmochaeta achyranthoides
- Cyanthula geminata
- Cyanthula prostrata var achyranthoides
- Desmochaeta densiflora
- Desmochaeta uncinata
- Pupalia densiflora[2]

## Nombres Comunes
- Cucua hembra
- Cucua
- Liendra de puerco (Valle del Cauca)
- Shinguito runto (Perú)
- Mangalarga (Costa Rica)